# Sergey Polyanskiy
Sergey Polyanskiy, né le 29 octobre 1989, est un athlète russe, spécialiste du saut en longueur.

## Biographie
Le 9 juillet 2015, il bat son record personnel en 8,20 m à Yerino. Son précédent était de 8,16 m en 2013.
Sergey Polyanskiy est marié avec la triple sauteuse Ekaterina Koneva, championne du monde en salle 2014 et vice-championne du monde en plein air 2013. Ils attendent leur premier enfant pour fin 2017.